# Misa (insecto)
Misa  es un  género de lepidópteros perteneciente a la familia Noctuidae. Es originario de África.

## Especies
- Misa cosmetica Karsch, 1898
- Misa costistrigata Bethune-Baker, 1927
- Misa memnonia Karsch, 1895
- Misa schultzei Aurivillius, 1925